# フョードル・ユーリエヴィチ (リャザン公国)
フョードル・ユーリエヴィチ（ロシア語: Фёдор Юрьевич、? - 1237年）は、『バトゥのリャザン襲撃の物語』に名がみられる、半伝説的な人物である。ブロックハウス・エフロン百科事典ではフョードルをリャザン公と解説している。『バトゥのリャザン襲撃の物語』によればリャザン公ユーリーの子である。
『バトゥのリャザン襲撃の物語』によると、1237年、モンゴルのルーシ侵攻軍はヴォロネジ川付近に到達すると、リャザン公国に貢税を迫った。使者としてモンゴル陣営へ来たフョードルに対し、モンゴル軍総司令官バトゥは、フョードルの妻・エヴプラクシヤを差し出すよう要求した。フョードルはこれを、キリスト教徒に、信仰無き者に妻を差し出す習慣はないと述べて拒否したため、バトゥの怒りに触れて処刑された。
また、妻エヴプラクシヤとの間に幼い息子イヴァンがいたが、フョードルの死を知り、両名とも自害した。フョードル一家はロシア正教会において、致命者・致命女とみなされている。